# Mohammed Aman
Mohammed Aman (Asella, 10 de janeiro de 1994) é um meio-fundista etíope, campeão mundial ao ar livre e bicampeão mundial indoor dos 800 metros rasos. Conquistou a medalha de ouro no Campeonato Mundial de Atletismo de 2013, em Moscou, e duas na provas disputadas em mundiais em pista coberta, Istambul 2012 e  Sopot 2014.